# CTCニュース
『CTCニュース』（シーティーシー ニュース）は、千葉テレビにて毎日夕方18:00 - 18:10に放送されていたローカルニュース番組である。

## 概要
1976年から18:00 - 18:05に放送された 『千葉日報ニュース』 と合わせて18時台最初の15分間を県内ローカルニュース枠としてきた。『千葉日報ニュース』は千葉日報から提供された写真、並びに字幕とナレーションによる説明だけだったが、この番組は千葉テレビの自社取材による動画映像でニュースを伝えている。夕方帯では、1976年4月から『CTCテレビ夕刊』として放映されたが、1983年4月から『CTCニュース』に改称している。
カラフルなCGのオープニングがあり、音声多重放送開始後はステレオ放送になっている。
2003年7月に『千葉日報ニュース』が終了し、番組が吸収されたのに伴って放送時間を5分繰り上げて18:00からスタートに変更された。
「CTCニュース」より15分前まで放送していた『タウンガイド』という地域情報番組は『CTCニュース』と同じスタジオを使用していた。1992年などには『高校野球ダイジェスト』も同じスタジオを使用していたことがある。
2006年4月から『NEWS WAVE ちば』にタイトルを変更した。
当番組は平日に限り長年後継番組を含め東京電力千葉支店の一社提供番組であったが、東日本大震災による福島第一原子力発電所事故発生に伴った広報活動の自粛に伴い『NEWSチバ600』放送中の2011年3月に降板している。現在は千葉銀行の一社提供。
なお、『CTCニュース 930ライフ』が開始されるまでは全曜日22:00 - 22:15にも放送（プロ野球やJリーグの中継延長の場合は繰り下げ）されており、こちらはトヨタ勝又グループの一社提供だった（タイトル映像・テーマ曲・ロゴが夕方と異なり、提供表示もブルーバックに白文字であった）。なお、22時のニュースは『930ライフ』の開始に伴い終了となった。